# À Flor do Mar (curta-metragem)
À Flor do Mar é um documentário português de curta-metragem de Ricardo Costa produzido para a série Mar Limiar, exibida na RTP entre 1975 e 1977. Como todos os outros filmes dessa série, é uma obra de cinema, tanto pela sua concepção como pelo seu estilo. Filmes com idênticas características, produzidos logo depois da Revolução dos Cravos, eram frequentemente exibidos na RTP.
Estreou em Fevereiro de 1976.

## Sinopse
No Algarve, numa  das praias do lado do mar da Ilha Formosa, na região de Faro, uma família de pescadores, tal como outras, dedica parte da sua actividade à apanha de amêijoa e berbigão nos fundos arenosos da baixa-mar.
O filme retrata, num estilo fluido e poético, o quotidiano dessa gente, numa narrativa em que o Homem vive em harmonia com a Natureza, da qual depende para a sua sobrevivência.

## Ficha técnica
- Produtor e realizador – Ricardo Costa
- Argumento – Ricardo Costa
- Imagem – Ricardo Costa
- Operador de som – Jorge Melo Cardoso
- Sonoplastia – Jorge Melo Cardoso
- Formato – 16 mm preto e branco
- Duracão – 25 min. aprox.
- Género: documentário etnográfico
- Montagem – Ricardo Costa com assistente da RTP
- Laboratórios (imagem e som) - RTP